# ابوتیلون زینتی
ابوتیلون زینتی (نام علمی: Abutilon × hybridum) نام یک گونه از سرده برگ نمدی است. این گونه گیاه درختچه‌ای دارای فرم‌های رویشی و اصلاح شده متنوع است که به صورت گیاهی گلدانی در ایران نگهداری می‌شود.
این گیاه همیشه سبز، درختچه‌ای با گل‌های زنگوله‌ای قرمز کوچک است با زمان گلدهی بسیار طولانی که در فصل بهار شروع به گلدهی می‌کند و تا زمستان گل‌های زیبای آن زینت بخش باغچه‌اند. این گیاه در فضای باز (مثلاً در استان‌های شمالی کشور که یخبندان ندارد)، می‌تواند تا ارتفاع بیش از ۳ متر و گستردگی در حدود ۲ متر برسد.
گل‌های زنگوله یا فانوس شکل ابوتیلون زینتی دارای پنج گلبرگ همپوشان و پرچم‌های مشخص گیاهان خانواده گل ختمی هستند و ۴–۲ سانتیمتر طول دارند. گلبرگ‌های آن به رنگ زرد یا نارنجی تند یا قرمز یا صورتی هستند و رگ‌های قرمز تیره روی سطح آنها چشم گیر است که نام رایج انگلیسی گیاه را با توجه به آن برگزیده‌اند.
برگ‌ها به رنگ سبز روشن هستند و با طولی بین ۱۵–۵ سانتیمتر دارای ۵–۳ لوب هستند. در بعضی رقم‌ها برگ‌ها خال‌های زرد یا سفید رنگ دارند.
با هرس گیاهان جوان می‌توان عادت رشدی گیاه را به شکل بوته‌ای فشرده تغییر داد.
چند رقم معروف آن عبارتند از:
‘Gold Dust’ , ‘Mardi Gras’ , ‘Tiger Eye’ , ‘Thompsonii’

## شرایط رشد و نگهداری
نور مورد نیاز: این گیاه به نور زیادی نیاز دارد ولی بهتر است در مقابل نور مستقیم خورشید قرار نگیرد.
آب مورد نیاز: این گیاه باید صورت زیاد (هفته ای ۳ الی ۴ بار) در فصل تابستان و هفته ۲ بار در فصل زمستان آبیاری شود.
این گیاه باید در محیط نمیه مرطوب باشد.
خاک مورد نیاز: بهتر است که خاک این گیاه غنی از مواد غذایی باشد.
سعی کنید که خاک گیاه را همیشه مرطوب نگه دارید.
دما مورد نیاز: این گیاه باید در دمای ۱۵ الی ۲۵ درجه سانتی گراد نگهداری شود.
توجه داشته باشید که دمای زیر ۱۰ درجه سانتی گراد می‌تواند به این گیاه آسیب برساند.

## نگارخانه

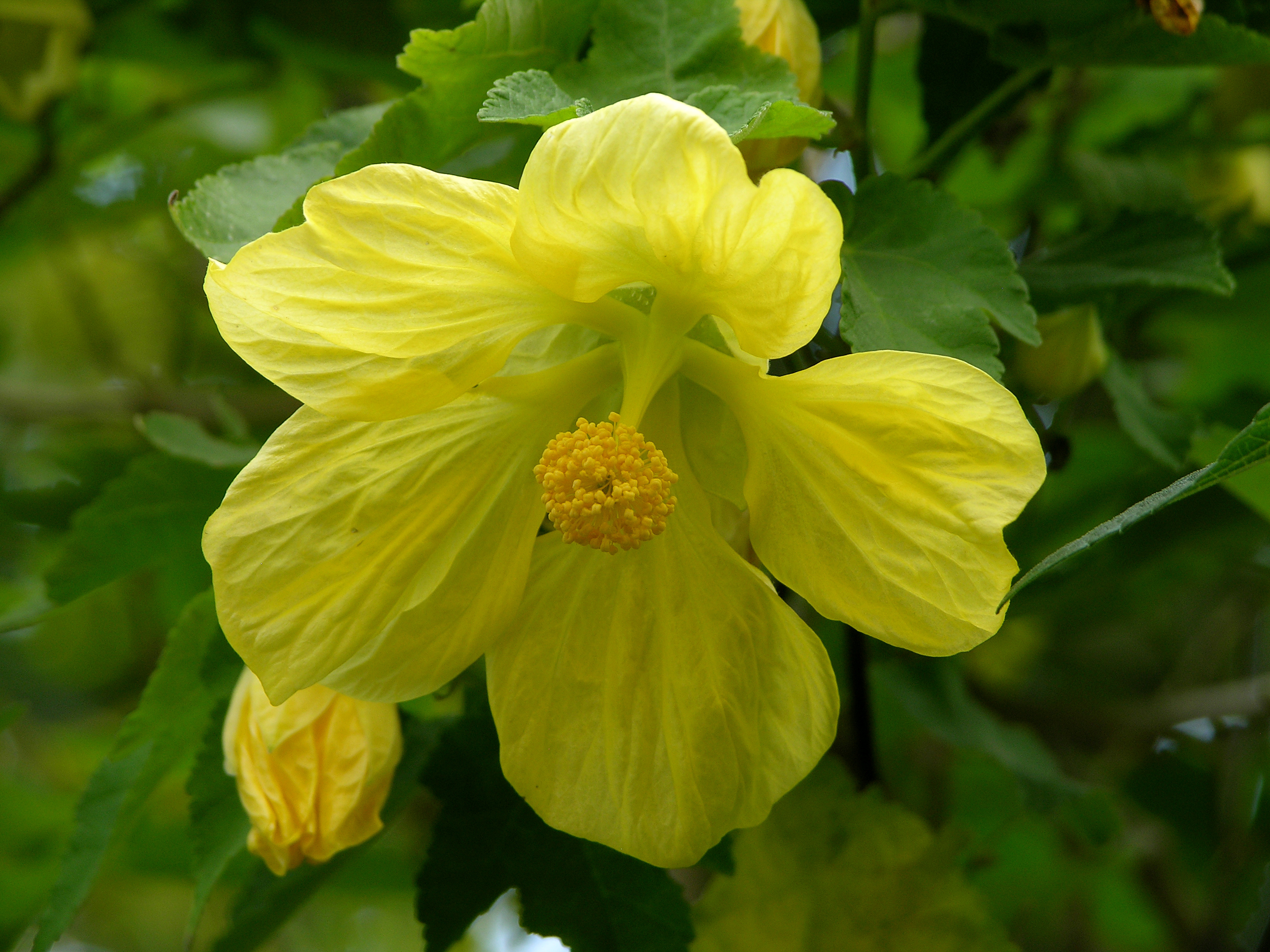
Moonchimes
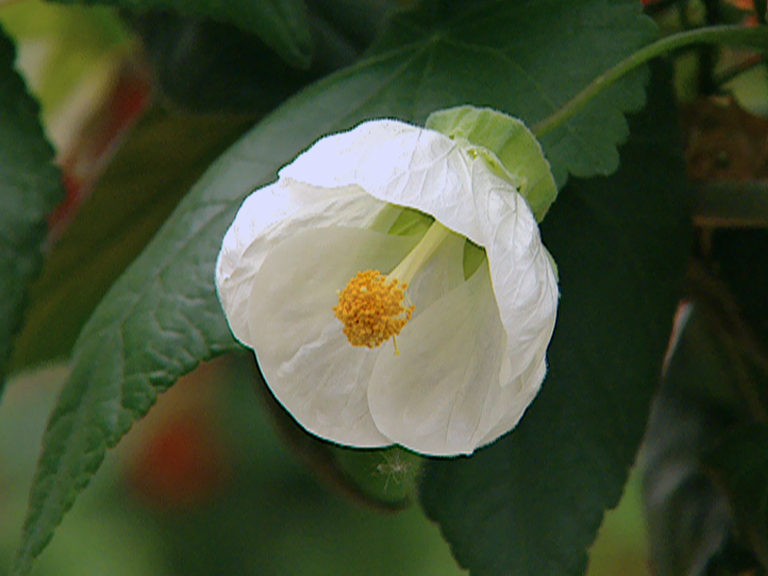
Blüte von Zimmerahorn
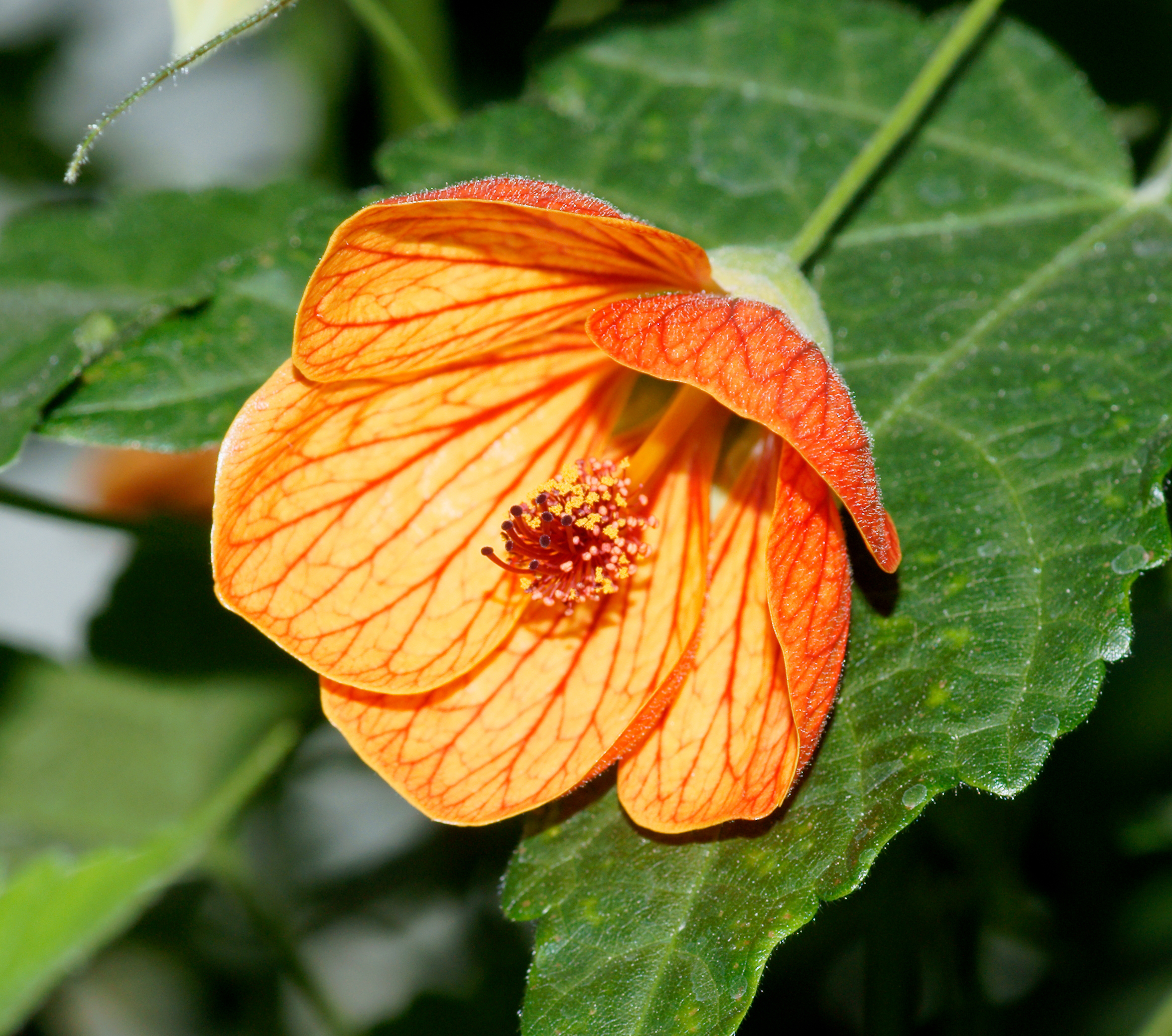
Indian mallow
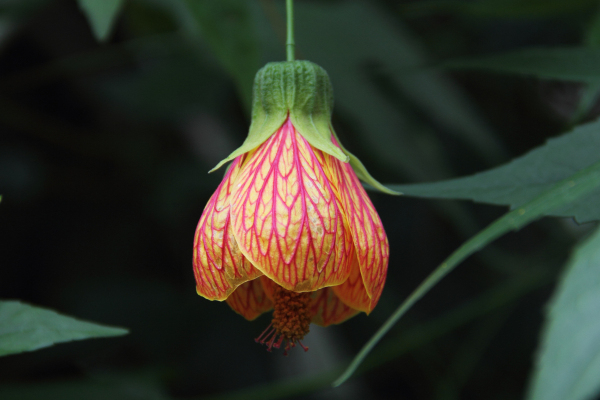
ابوتیلون گل گاوپنبه‌ای
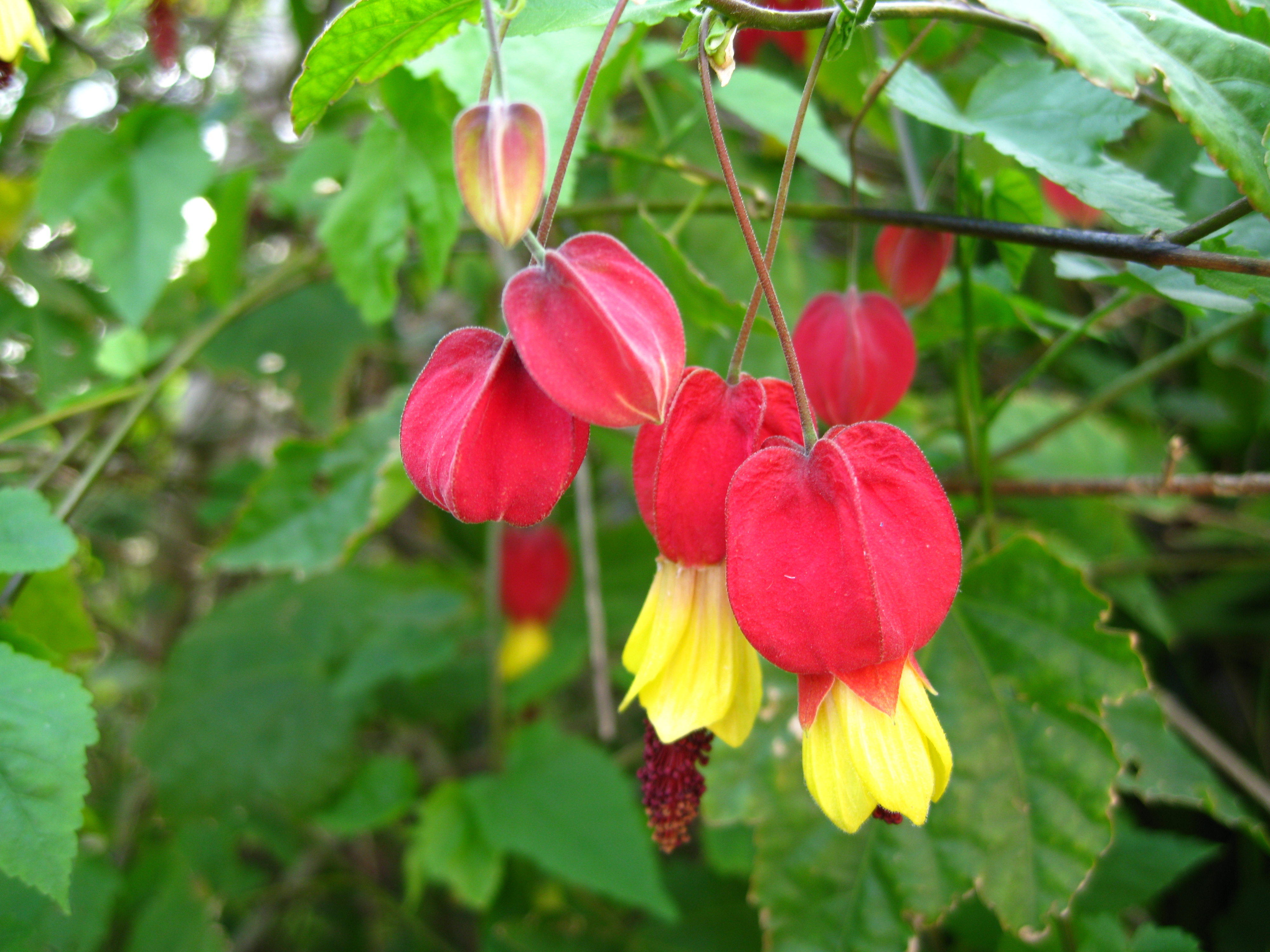
ابوتیلون فانوسی
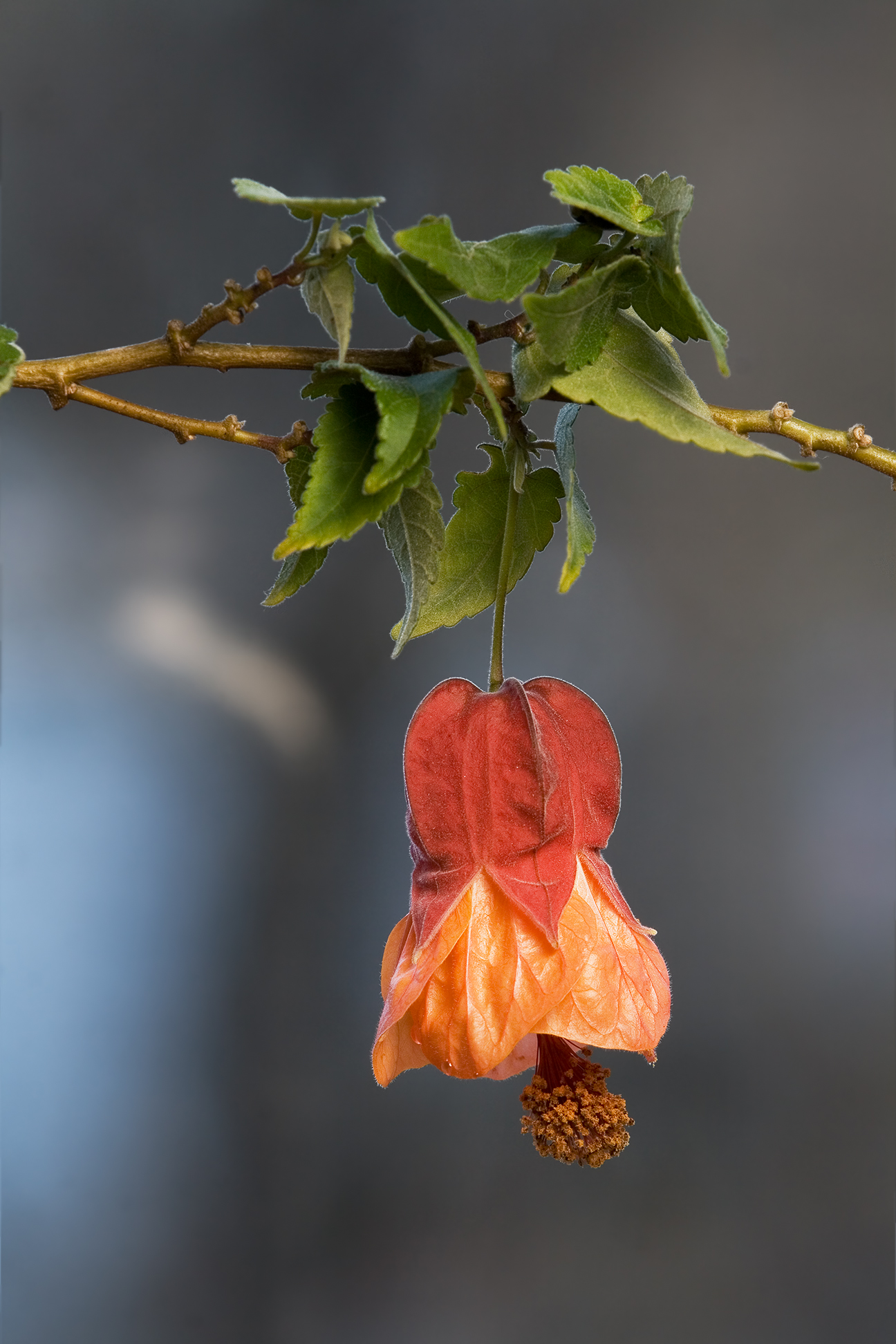
ابوتیلون فانوسی Abutilon × hybridum